# Finlands rigsdagsvalg 2003
Der blev afholdt valg til Finlands rigsdag den 16. marts 2003 og valget blev vundet af Centern, der med 24,7 procent af stemmerne blev Finlands største parti.

## Valg 2003 i tal
Mandatfordeling:
- Centern i Finland: 55 mandater (+ syv)
- Finlands Socialdemokratiska Parti: 53 mandater (+ to)
- Samlingspartiet (Finland): 40 mandater (- seks)
- Svenska folkpartiet i Finland: 8 mandater (- tre)
- Gröna förbundet (Finland): 14 mandater (+ tre)
- Vänsterförbundet (Finland): 19 mandater (- en)
- Kristdemokraterna i Finland: 7 mandater (- tre)
- Sannfinländarna: 3 mandater (+ to)

Statsminister Paavo Lipponen fik flest personlige stemmer med 26.382. Tony Halme fik 16.390 stemmer og Anneli Jäätteenmäki fik 15.657 stemmer.
70,5 procent af vælgerne stemte ved valget.
Valgfremgangen til Centeren muliggjorde, at Anneli Jäätteenmäki blev Finlands første kvindelige statsminister. 
I henhold til forfatningen fra 2000 er det nemlig parties leder, Anneli Jäätteenmäki, som den første skal forsøge at danne regering. 
Den hidtidige, socialdemokratiske statsminister, Paavo Lipponen, opfordrede
til en bred regering. Han henviste til den alvorlige internationale situation og til de på kort sigt dårlige økonomiske udsigter.
Centeren er som parti landligt orienteret med størst opbakning i de nordlige områder af Finland, hvor der er langt mellem byerne.
| Valg | Spire Denne valgsartikel er en spire som bør udbygges. Du er velkommen til at hjælpe Wikipedia ved at udvide den. |